# Ducat de Dénia
El ducat de Dénia és un títol nobiliari concedit el 1881 i despatxat el 1882 per Alfons XIII a Ángela Pérez de Barradas.
El títol va ser concedit per Reial Decret de 14 de desembre de 1881 i amb Reial Despatx de 28 de juny de 1882 a Ángela Pérez de Barradas y Bernuy, vídua del duc de Medinaceli, sota la doble denominació de Dénia i Tarifa. Val a dir que el ducat es va crear amb la denominació de la població de Dénia, malgrat que amb aquest nom existien un comtat i un marquesat. El 1886 es van separar els dos títols, tot i que en ambdós casos van continuar integrats a la casa de Medinaceli i, de fet, actualment els ostenta el titular del ducat de Medinaceli.
| Núm. | Titular                                                         | Període   | Ref.  |
| ---- | --------------------------------------------------------------- | --------- | ----- |
| 1    | Ángela Pérez de Barradas y Bernuy                               | 1881-1903 | [ 6 ] |
| 2    | Carlos Maria Fernández de Córdoba y Pérez de Barradas           | 1904-1931 | [ 6 ] |
| 3    | Luis Jesús Fernández de Córdoba y Salabert                      | 1941-1956 | [ 6 ] |
| 4    | Victoria Eugenia Fernández de Córdoba y Fernández de Henestrosa | 1959-2013 | [ 6 ] |
| 5    | Victoria von Hohenlohe-Langenburg                               | 2018-Avui | [ 5 ] |